# Punt quàntic de grafè

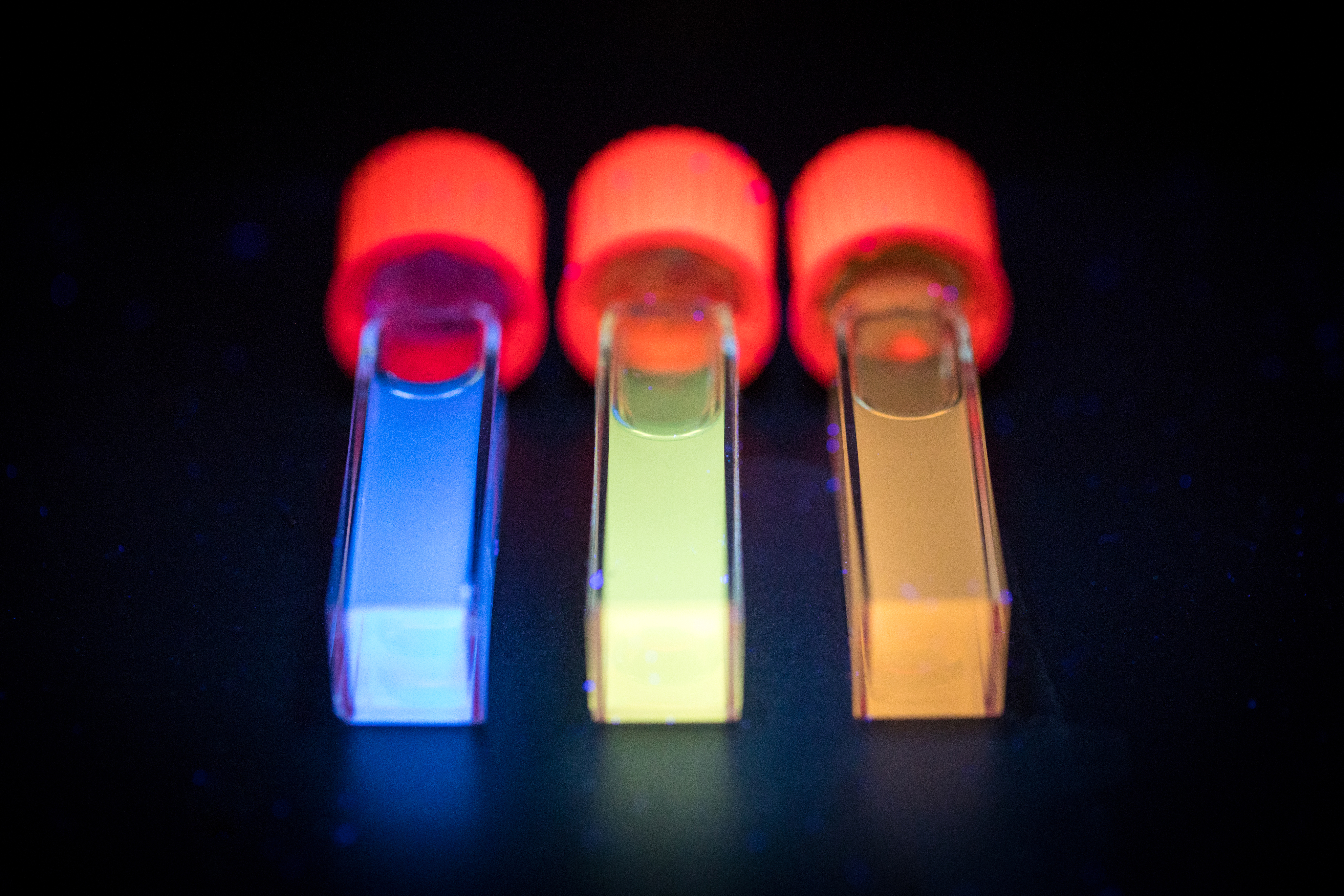
Mostres de punts quàntics de grafè derivats del carbó que brillen quan s'exposen a la llum. Els materials són fabricats per NETL i les diferències de color es deuen a l'ús de diferents tipus de matèries primeres de carbó i mètodes de processament. NETL treballa amb socis industrials per connectar directament aquests materials brillants a virus, cèl·lules i teixits biològics per detectar malalties en pacients.

Els punts quàntics de grafè (GQD) són nanopartícules de grafè amb una mida inferior a 100 nm. A causa de les seves propietats excepcionals, com ara la baixa toxicitat, la fotoluminescència estable, l'estabilitat química i l'efecte de confinament quàntic pronunciat, els GQD es consideren un material nou per a aplicacions biològiques, optoelectròniques, energètiques i ambientals.

## Propietats
Els punts quàntics de grafè (GQD) consisteixen en una o poques capes de grafè i són més petits que 100 nm de mida. Són químicament i físicament estables, tenen una gran relació superfície/massa i es poden dispersar a l'aigua fàcilment a causa dels grups funcionals a les vores. L'emissió de fluorescència dels GQD pot estendre's en un ampli rang espectral, inclosos els UV, el visible i l'IR. L'origen de l'emissió de fluorescència GQD és un tema de debat, ja que s'ha relacionat amb efectes de confinament quàntic, estats de defecte i grups funcionals que podrien dependre del pH, quan els GQD es dispersen a l'aigua. La seva estructura electrònica depèn sensiblement de l'orientació cristal·logràfica de les seves vores, per exemple, GQD en zig-zag amb 7-8 nm de diàmetre mostren un comportament metàl·lic. En general, la seva bretxa energètica disminueix, quan augmenta el nombre de capes de grafè o el nombre d'àtoms de carboni per capa de grafè.

## Aplicacions
Els punts quàntics de grafè s'estudien com un material multifuncional avançat a causa de les seves propietats òptiques, electròniques, espín, i fotoelèctriques úniques induïdes per l'efecte de confinament quàntic i l'efecte de vora. Tenen possibles aplicacions en el tractament de la malaltia d'Alzheimer, bioimatge, terapèutica del càncer, detecció de temperatura, lliurament de fàrmacs, convertidors d'encenedors LED, fotodetectors, cèl·lules solars OPV, i material fotoluminiscent, fabricació de biosensors.